# 仁和公主
仁和公主（1470年代？—1544年），明朝公主，明憲宗长女，母王顺妃。
弘治二年（1489年），公主下嫁鸿胪寺少卿齐佑之子齊世美。两人生有五个儿子。
公主结婚次年，明孝宗贈公主三河县庄地二百一十五顷。弘治十七年（1504年），赐仁和长公主武清县利上屯地二百九十四顷。正德十四年六月，升公主的长子齐良为正四品指挥佥事，四个小儿子为从五品副千户、所镇抚。
嘉靖二十三年，公主去世。推测享寿当在70岁以上。